# Uribe (Colombia)
Uribe, a volte anche La Uribe, è un comune della Colombia facente parte del dipartimento di Meta.
Il centro abitato venne fondato dalle società Herrera Restrepo e Uribe Hermanos nel 1865, mentre l'istituzione del comune è del 13 novembre 1990.